# Patriarchal-Exarchat Jerusalem und Palästina
Das Patriarchal-Exarchat Jerusalem und Palästina ist ein in den Palästinensischen Autonomiegebieten gelegenes Patriarchal-Exarchat der Maronitischen Kirche mit Sitz in Ostjerusalem.

## Geschichte
Das Patriarchal-Exarchat Jerusalem und Palästina wurde am 5. Oktober 1996 gegründet aus Gebietsabtretungen der Erzeparchie Haifa e Terra Santa. Der Exarch von Jerusalem und Palästina ist in persona episcopi Erzbischof von Haifa e Terra Santa und Patriarchal-Exarch von Jordanien.

## Exarchen von Jerusalem und Palästina
- Paul Nabil El-Sayah, 1996–2011, dann Kurienbischof im Maronitischen Patriarchat von Antiochien
- Moussa El-Hage OAM, seit 2012